# Izar (estrella)
Izar (ε Boo / ε Bootis / 36 Bootis) es la segunda estrella más brillante de la constelación de Bootes, con magnitud aparente +2,35. Es una estrella binaria cuyas dos componentes están separadas 3 segundos de arco y está considerada una de las estrellas dobles más bellas del cielo.

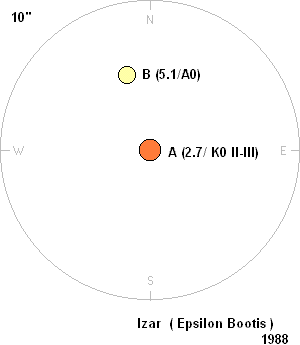

## Nombre
El nombre de Izar, en árabe: ازار‎ (izār), significa «velo». También es llamada Mirac, Mirak o Mirach —nombres semejantes al de β Andromedae— cuyo origen es el mismo.
Perizoma es como aparece mencionada en las Tablas alfonsíes.
Otro nombre utilizado para designar a esta estrella es Pulcherrima, «la más preciosa», denominada así por el astrónomo Friedrich Georg Wilhelm von Struve al observar el hermoso contraste entre las dos estrellas.

## Características físicas
A 210 años luz de distancia del sistema solar, Izar está compuesta por una gigante luminosa naranja, Izar A, y una estrella blanca de la secuencia principal, Izar B.
Izar A (HD 129989 / HR 5506), de tipo espectral K0II-III, es la más brillante del par con una luminosidad equivalente a 400 soles, siendo 15 veces más luminosa que su compañera. Con una temperatura superficial de 4500 K, su radio es 33 veces mayor que el radio solar.
Izar B (HD 129988 / HR 5505) es una estrella blanca de la secuencia principal de tipo A2V cuya temperatura es de 8.700 K. Con una luminosidad 27 veces mayor que la solar, su radio es el doble que el radio del Sol. La separación entre las dos estrellas es de al menos 185 UA con un período orbital de más de 1000 años.
El sistema tiene una edad estimada de 300 millones de años. Cuando nacieron, la estrella A2 era muy semejante a como es hoy, pero la actual gigante era una caliente estrella de tipo B. Esta última era más masiva que su compañera —4 masas solares frente a 2 masas solares—, lo que propició que evolucionara más rápidamente; así, hace 10 - 20 millones de años agotó su hidrógeno interno transformándose en la gigante que vemos en la actualidad. En un futuro, dentro de algo más de 1000 millones de años, Izar B seguirá el mismo camino, expandiéndose también en una gigante naranja. Sin embargo, para ese entonces la estrella más masiva probablemente no sea más que una tenue enana blanca.